# なぞっておぼえる 大人の漢字練習
『なぞっておぼえる 大人の漢字練習』は、ナウプロダクションから2006年12月21日に発売されたニンテンドーDS用ソフト。ジャンルは漢字のイージートレーニング。
2007年11月22日に『完全版』、2010年2月25日に『改訂版』が発売されている。

## 概要
本作は常用漢字1945文字を学習することを目的としている。レベル1から6は小学生が各学年で習う漢字に対応し、7から9レベルは中学生以降で習うその他の漢字となっている。初期入力する生年月日でスタートレベルが決定され、中学生以上の年齢なら一律レベル7よりのスタートとなる。
他社の漢字ソフトに比べて、文字を書いてから認識するまでのスピードに優れており、ストレスを感じることなくテンポよくゲームを進めることが出来る。他にもタッチペンによる書き込みスペースを広く取った画面構成や、その広いスペースで書き順と書き方を知ることが出来るなぞり機能などが本作の大きな特徴となっている。タイトルにある通り漢字を忘れがちな大人をメインターゲットとして開発されたソフトであり、日本漢字能力検定などには対応していない。しばしば難易度が低いと誤解されることがあるが、あくまで本作は常用漢字の習得、復習を主目的としているため、最終的には誰でも高得点を取れるような作りになっている。

## 構成

### マイトレーニング
今日の練習
レベルに応じた漢字の読み取り問題と書き取り問題を交互に解いていく。
漢字5字、合計10問ごとに休止可能。20字40問クリアするごとに挑戦出来る小テストが増える。間違えてもペナルティは特にない。
進級テスト
今日の練習の進行に合わせて小テストを行うことが出来る。小テストを全て既定点（80点）以上でクリアすると卒業テストに挑戦出来る。卒業テストに合格すればレベルが1つ上がる。
進級テストで正解した漢字は習得漢字、不正解の漢字は苦手漢字にカウントされる。また現在のレベル以下の小テストは自由に受けることが出来る。
苦手克服
進級テストで正解出来なかった苦手漢字を復習する。苦手漢字が存在しない場合は選択出来ない。
雑学チャレンジ
ジャンルごとの雑学問題に挑戦出来る。常用漢字外の問題も出題される。
とことん練習
読み取り、書き取り、なぞり問題に自由に挑戦出来る。

### 漢字のゲーム
漢字を題材としたミニゲームに挑戦出来る。セーブデータに関係なくプレイ可能で、一部のゲームはセーブデータが共通となっている。

## 完全版
いくつかのデータ追加とモード追加が行われた完全版。人名用漢字285字と地名などで使われる漢字31字のデータが追加されている。モードは書き順の検索モードや百人一首や短歌・俳句などの題材を書写するモードが追加され、既存のマイトレーニングも機能追加が行われている。

## 改訂版
2010年に改定が行われる常用漢字の追加字種候補196字（2009年11月時点）のデータを追加したもの。また、手書き文字入力のインタフェースに改良が加えられ、書けるスペースが広くなっている。実際の常用漢字表の改定を待たずして発売されたが、実際に追加された字種と相違はない。